# Camacolaimoides propinquus
Camacolaimoides propinquus är en rundmaskart som beskrevs av De Man 1922. Camacolaimoides propinquus ingår i släktet Camacolaimoides och familjen Leptolaimidae. Inga underarter finns listade i Catalogue of Life.